# Nueva Zelanda en los Juegos Paralímpicos de Londres 2012
Nueva Zelanda estuvo representada en los Juegos Paralímpicos de Londres 2012 por un total de 23 deportistas, 12 mujeres y 11 hombres.

## Medallistas
El equipo paralímpico neozelandés obtuvo las siguientes medallas:
| Nombre          | Deporte           | Evento                              |
| --------------- | ----------------- | ----------------------------------- |
| Oro             |                   |                                     |
| Phillipa Gray   | Ciclismo en pista | Persecución individual B femenino   |
| Sophie Pascoe   | Natación          | 100 m mariposa S10 femenino         |
| Sophie Pascoe   | Natación          | 100 m libre S10 femenino            |
| Sophie Pascoe   | Natación          | 200 m estilos SM10 femenino         |
| Mary Fisher     | Natación          | 200 m estilos SM11 femenino         |
| Cameron Leslie  | Natación          | 150 m estilos SM4 masculino         |
| Plata           |                   |                                     |
| Phillipa Gray   | Ciclismo en ruta  | Contrarreloj B femenino             |
| Sophie Pascoe   | Natación          | 50 m libre S10 femenino             |
| Sophie Pascoe   | Natación          | 100 m braza SB9 femenino            |
| Sophie Pascoe   | Natación          | 100 m espalda S10 femenino          |
| Mary Fisher     | Natación          | 100 m espalda S11 femenino          |
| Mary Fisher     | Natación          | 100 m libre S11 femenino            |
| Daniel Sharp    | Natación          | 100 m braza SB13 masculino          |
| Bronce          |                   |                                     |
| Phillipa Gray   | Ciclismo en pista | 1 km contrarreloj B femenino        |
| Fiona Southorn  | Ciclismo en pista | Persecución individual C5 femenino  |
| Mary Fisher     | Natación          | 50 m libre S11 femenino             |
| Michael Johnson | Tiro              | Rifle de aire de pie 10 m SH2 mixto |